# Поманский, Николай Николаевич
Николай Николаевич Поманский (1887—1935) — русский и советский живописец, график, художник-оформитель, плакатист, иллюстратор и педагог. Известен преимущественно как автор агитационных плакатов и иллюстраций, но также и как автор портретов и пейзажей. Член Союза художников СССР.

## Биография
Учился в Строгановском училище у К. А. Коровина и С. В. Иванова (по другим данным, в МУЖВЗ). В 1904 году после окончания учёбы уехал в Париж, где продолжил учиться в Парижской национальной высшей школе изящных искусств и академиях Ф. Коларосси и Сименса. Участвовал в выставках академий.
В 1908 году вернулся в Россию, занялся преподавательской деятельностью. Преподавал четыре года живопись в Ветлуге и Казани. Сотрудничал с журналом «Нива», закрытым в 1918 году. В 1914 году ушёл рядовым на фронт Первой мировой войны. Приветствовал в 1917 году Октябрьскую революцию. С 1918 года занимался графикой, оформлял агитационные поезда, не оставляя станковую живопись; после Гражданской войны занялся иллюстрацией книг.
Входил в такие творческие объединения, как «Московский салон», «Независимые» («Группа независимых»), «Свободное искусство», Ассоциация художников революционной России (АХРР-АХР) и другие. Член Московского областного союза советских художников (МОССХ) с 1932 года. Участник выставок Московского общества художников «Современная живопись», «15 лет РККА» (1933) и других.
В 1936 году, уже после смерти Поманского Московским Союзом советских художников была организована выставка его работ в ЦДКА имени М. В. Фрунзе.
Племянник — художник Александр Александрович Поманский.

## Творчество
Среди известных агитационных плакатов Поманского выделяются плакаты со следующими лозунгами:
- Контрреволюция грозит смертью крестьянам и рабочим. Помогайте фронту, несите оружие (1919)
- Хлеб нам даст только Красная Армия (1919)
- Пламя революции (1919)
- Смотри товарищ: красным светом зарделся мир со всех концов (1919)
- Фронтовые частушки (1919, ошибочно указывается 1921)[5]
- Нет топлива, всё мертво. Везите топливо, всё оживёт (1920)
- Углекопы! В ваших руках судьбы России. Пусть каждый выполнит свою работу (1921)
- Крепче крепите воздушную снасть. Крепче крепите советскую власть (1923)
- Московская деревня — дешёвая крестьянская газета» (1920-е)
- Манёвры — генеральный смотр Социалистического соревнования (1920-е)
- Государственная сберегательная касса (1920-е)
- Чем ребят бранить и бить — лучше книжку им купить (1928)
- Против кулака и спекулянта укрепим и расширим социалистическую кооперацию (1928)
- Служба в территориальных частях Красной Армии (1928)
- 12 лет диктатуры пролетариата (1929)

Творчество Н. Н. Поманского встречается как в частных коллекциях, так и в фондах следующих музеев и библиотек:
- Российская государственная библиотека (РГБ)
- Государственный исторический музей (ГИМ)
- Государственный музей политической истории России (ГМПИР)
- Научная библиотека Государственного архива РФ (НБ ГА РФ)
- Государственный музей истории российской литературы имени В. И. Даля
- Музей антропологии и этнографии имени Петра Великого
- Государственный исторический музей Южного Урала
- Пермская государственная художественная галерея (ПГХГ)
- Саратовский областной музей краеведения (СОМК)
- Историко-мемориальный музей «Смольный»
- Музей-заповедник «Сталинградская битва»
- Хабаровский краевой музей имени Н. И. Гродекова
- Музейный комплекс имени И. Я. Словцова

## Галерея

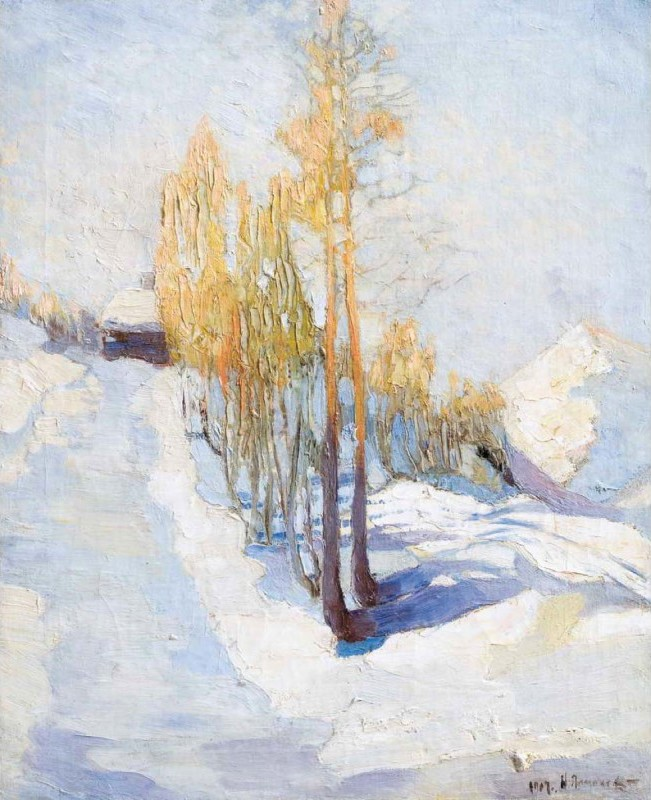
«Зимний день» (1907). Холст, масло
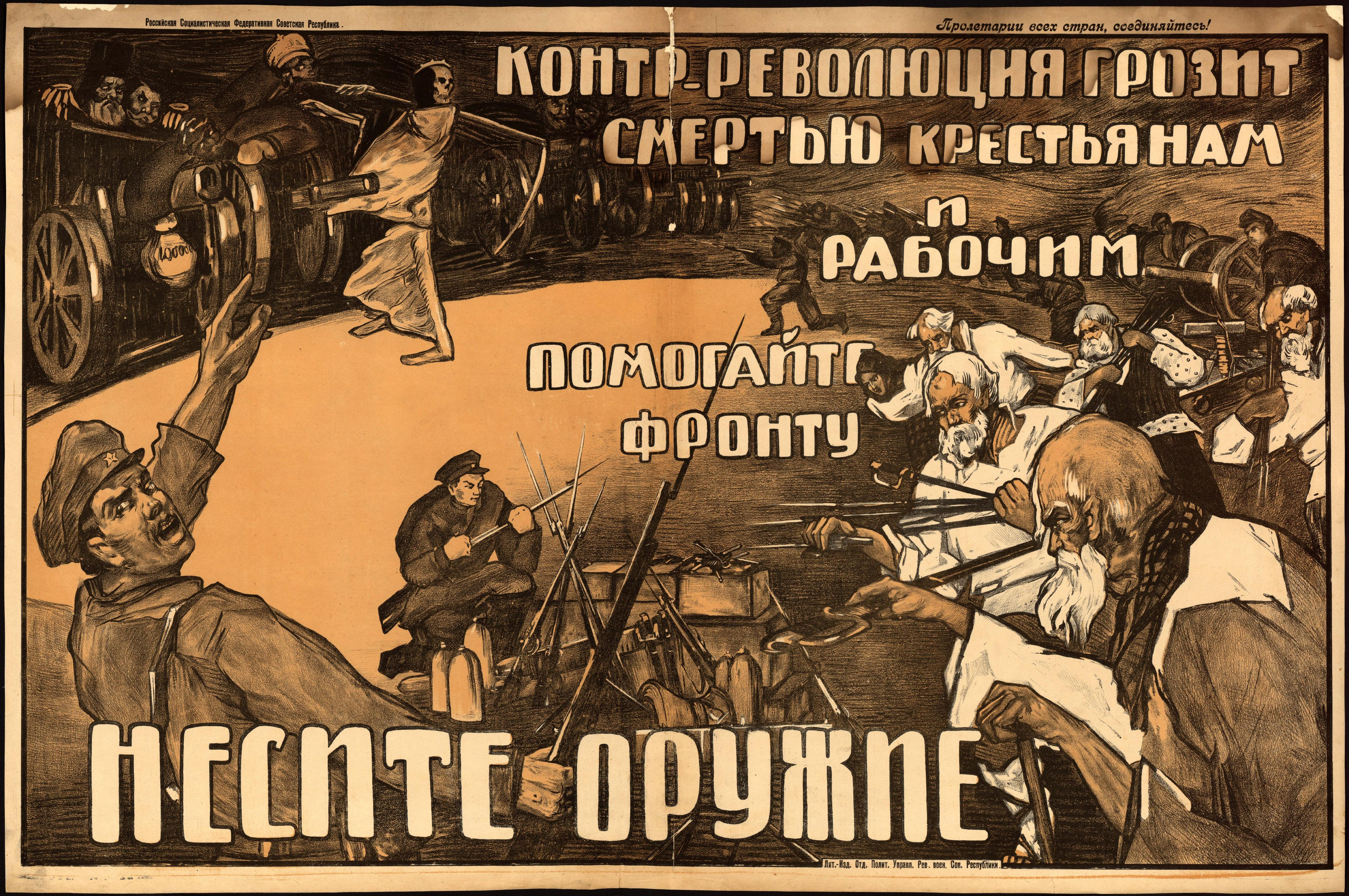
«Контрреволюция грозит смертью крестьянам и рабочим» (1919)
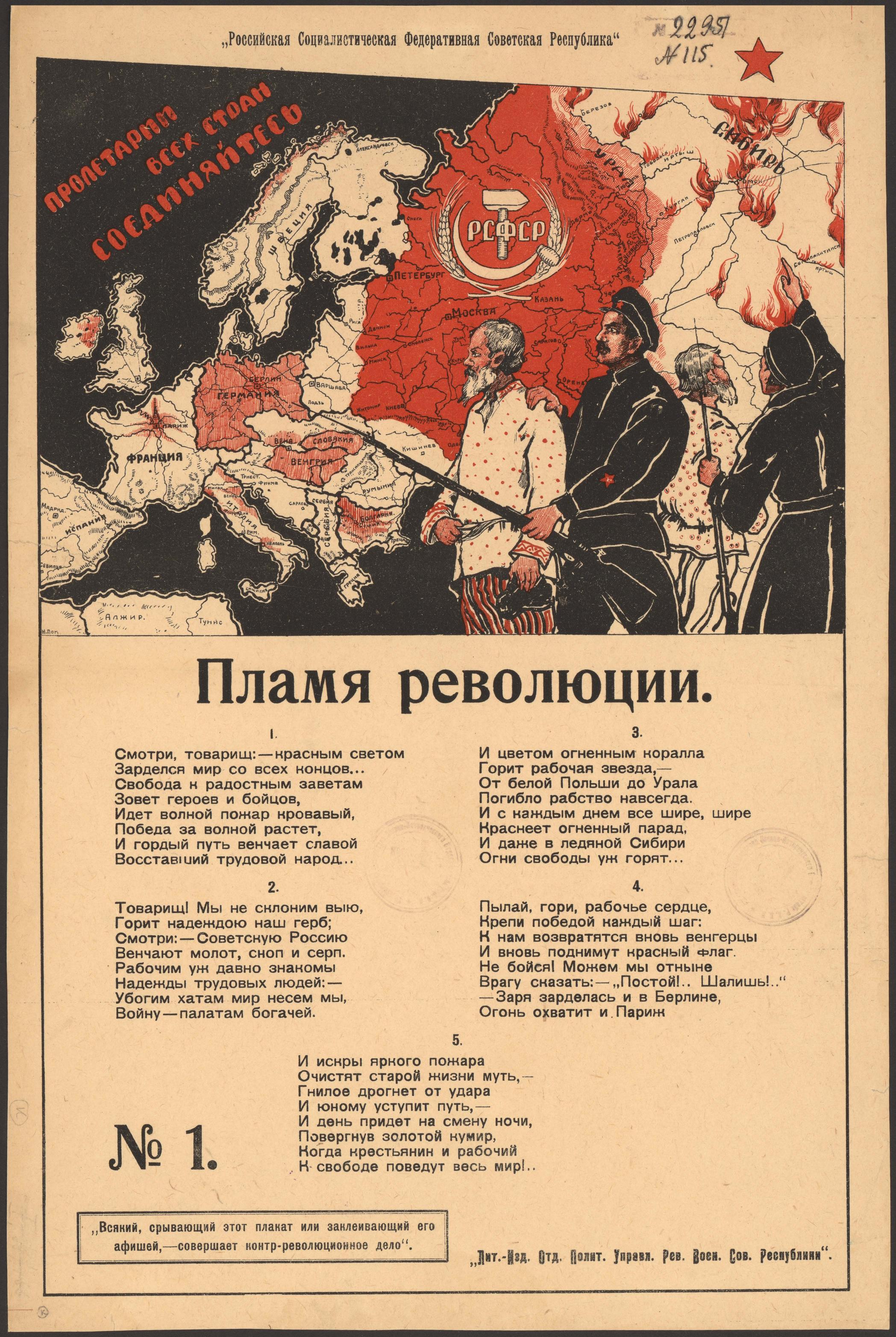
«Пламя революции» (1919)
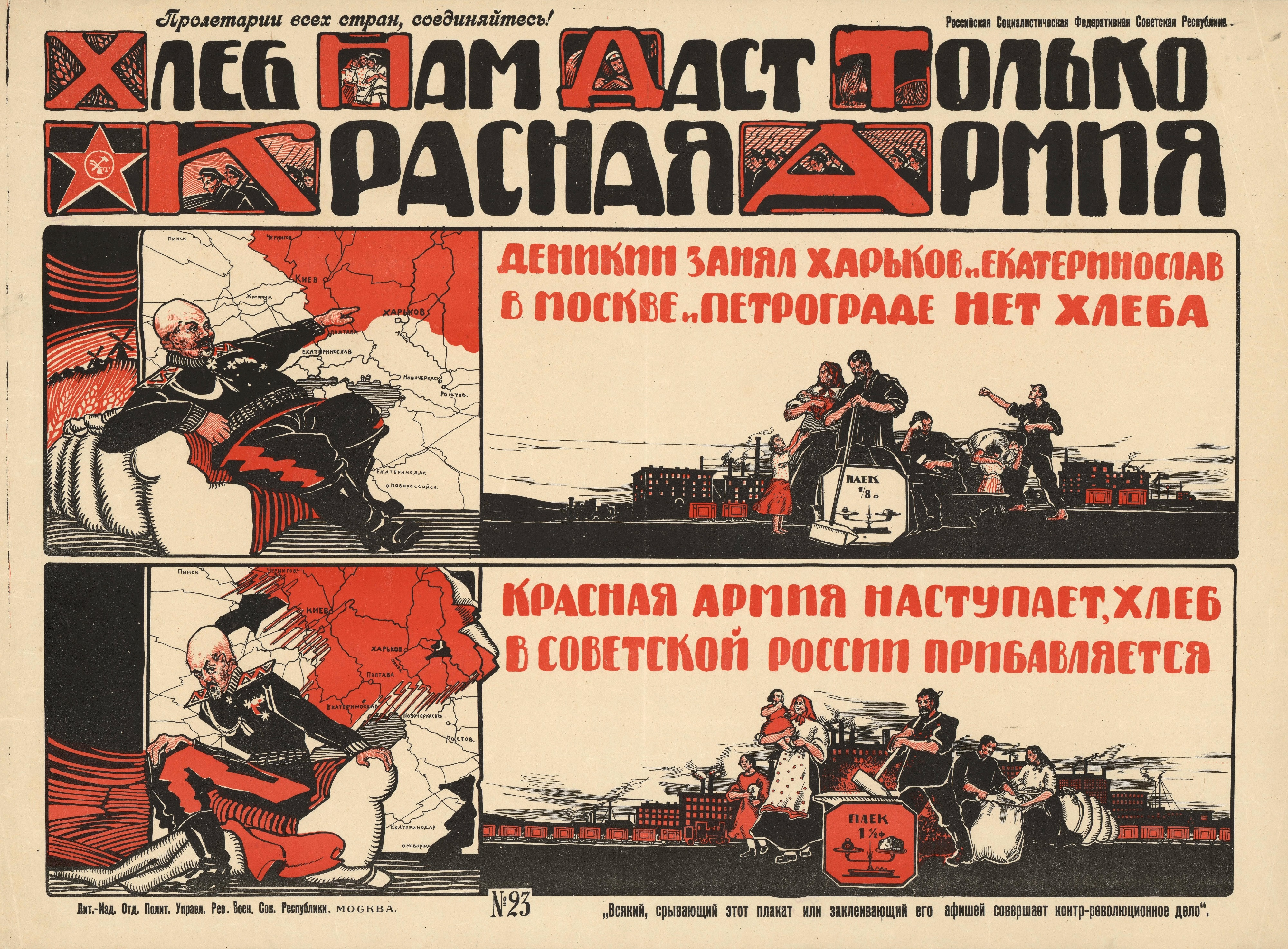
«Хлеб даст нам только Красная Армия» (1919)
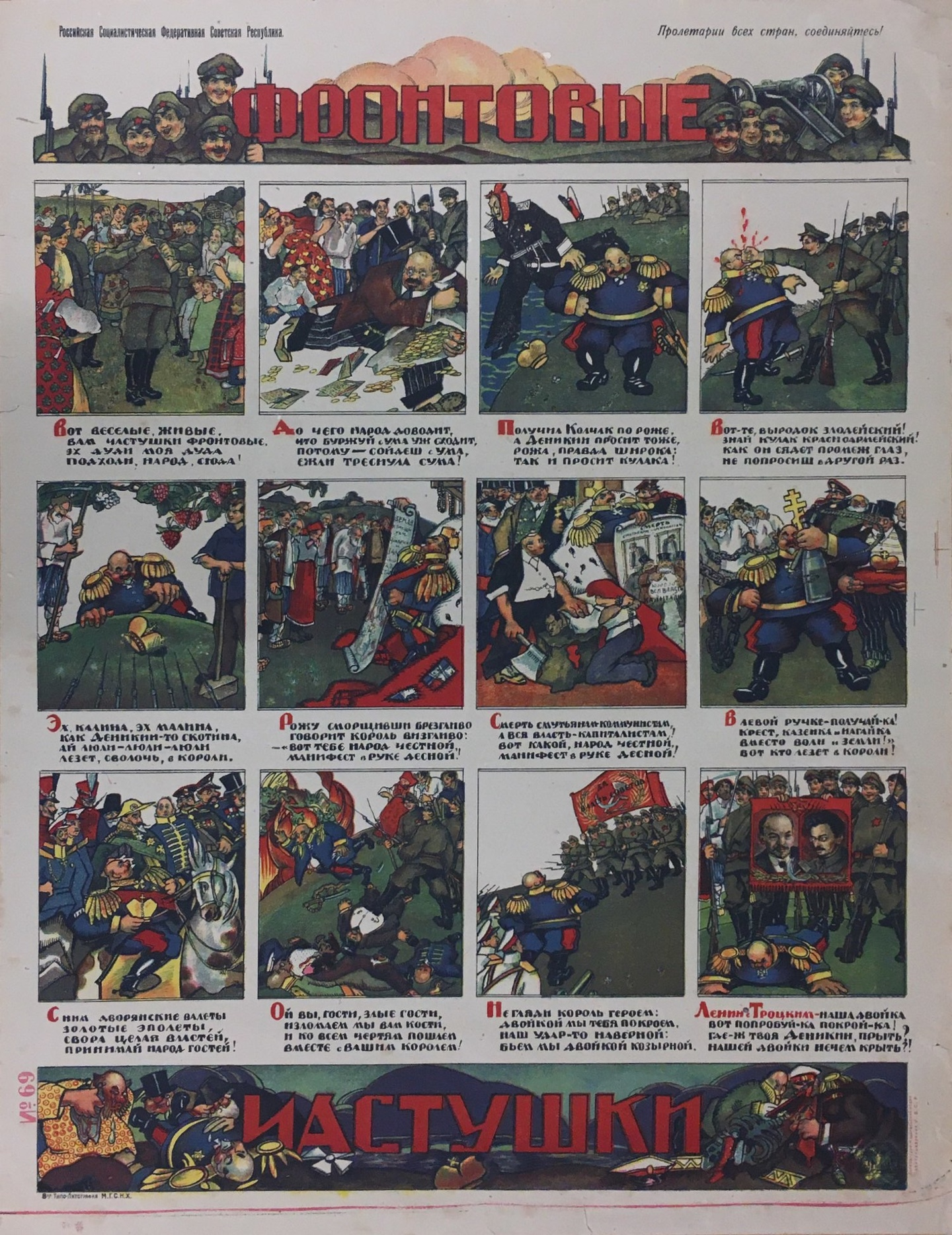
«Фронтовые частушки», агитационный плакат-лубок (1919)
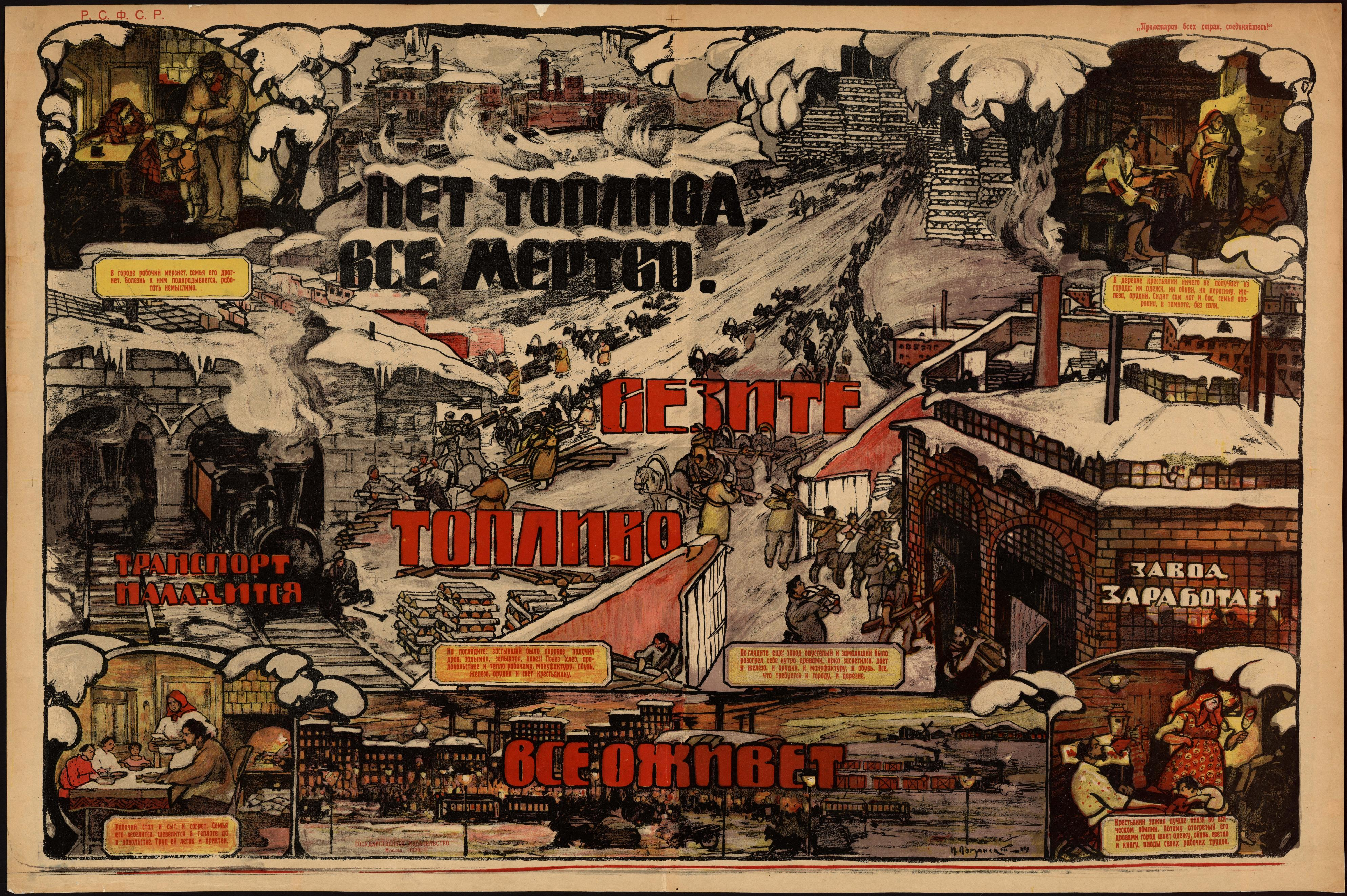
«Нет топлива, всё мертво. Везите топливо, всё оживёт» (1920)
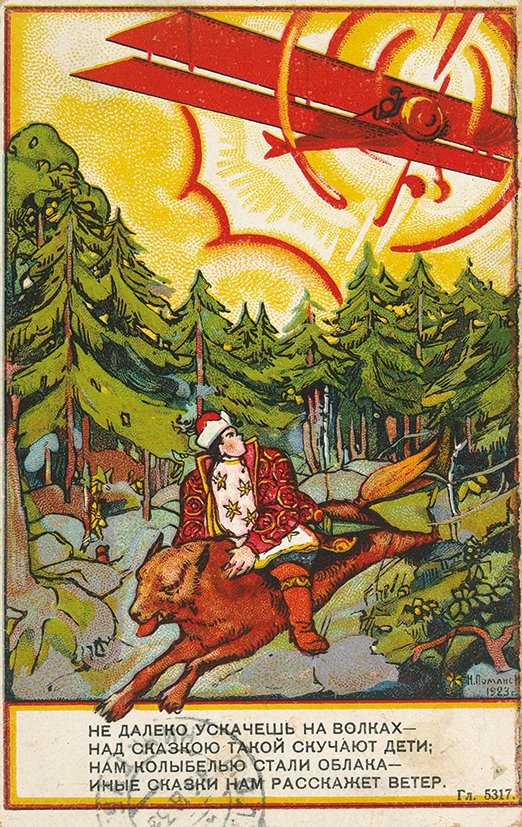
«Иван-Царевич и Серый Волк», пропагандистская открытка (1923)
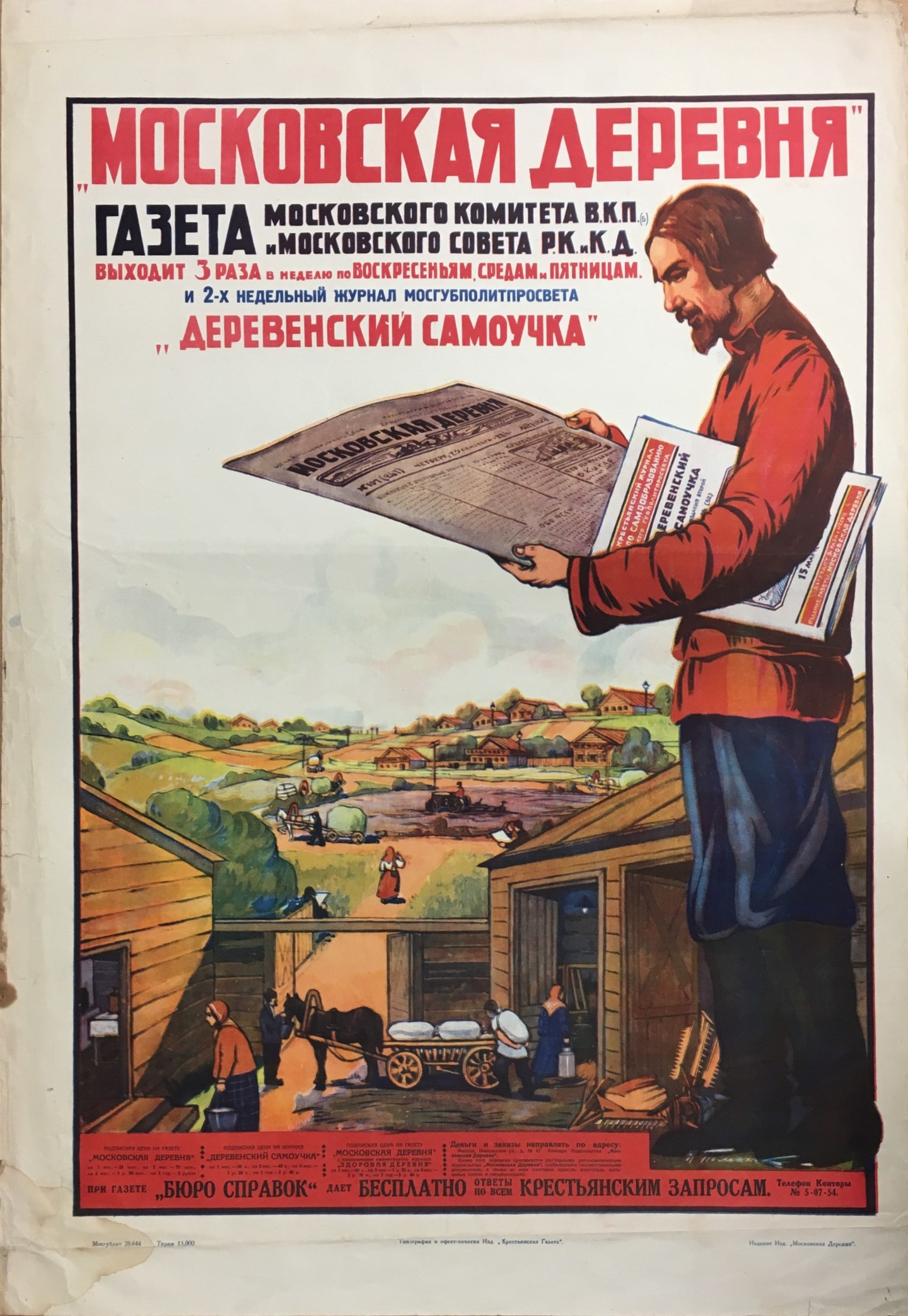
«Московская деревня», рекламный и агитационный плакат (1927)
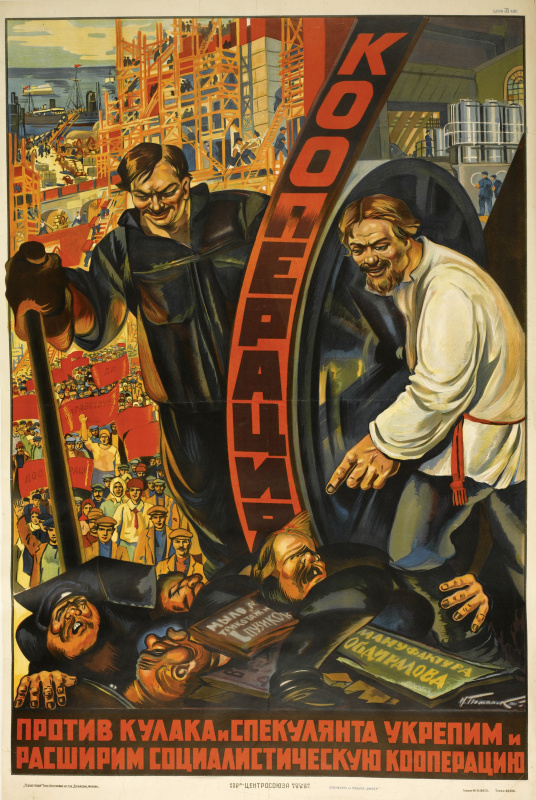
«Против кулака и спекулянта укрепим и расширим социалистическую кооперацию» (1928)
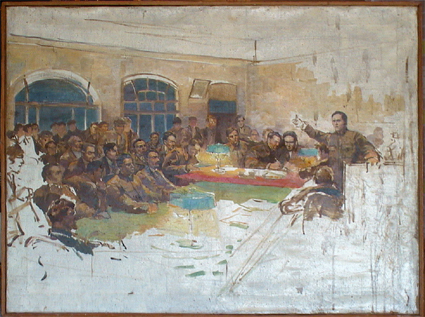
«Собрание в Чебоксарах в 1926 году» (вторая половина 1920-х)
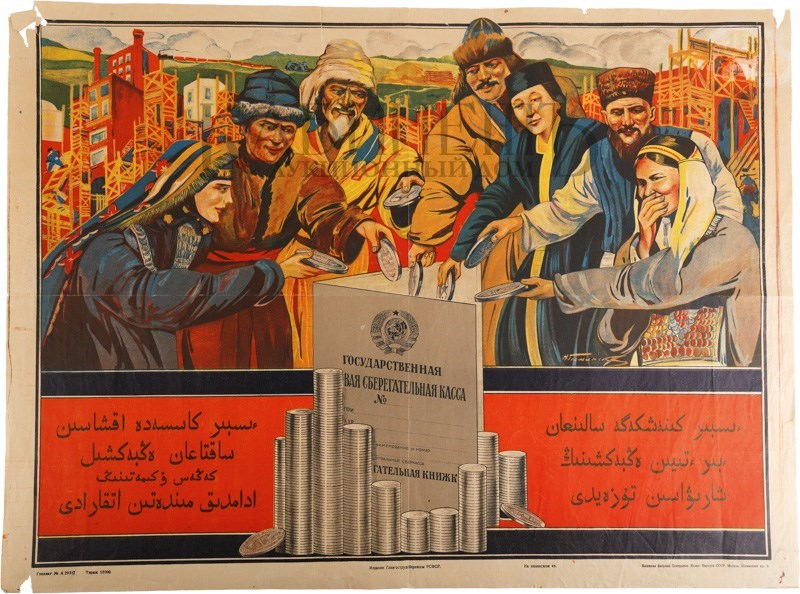
«Государственная сберегательная касса» (вторая половина 1920-х)
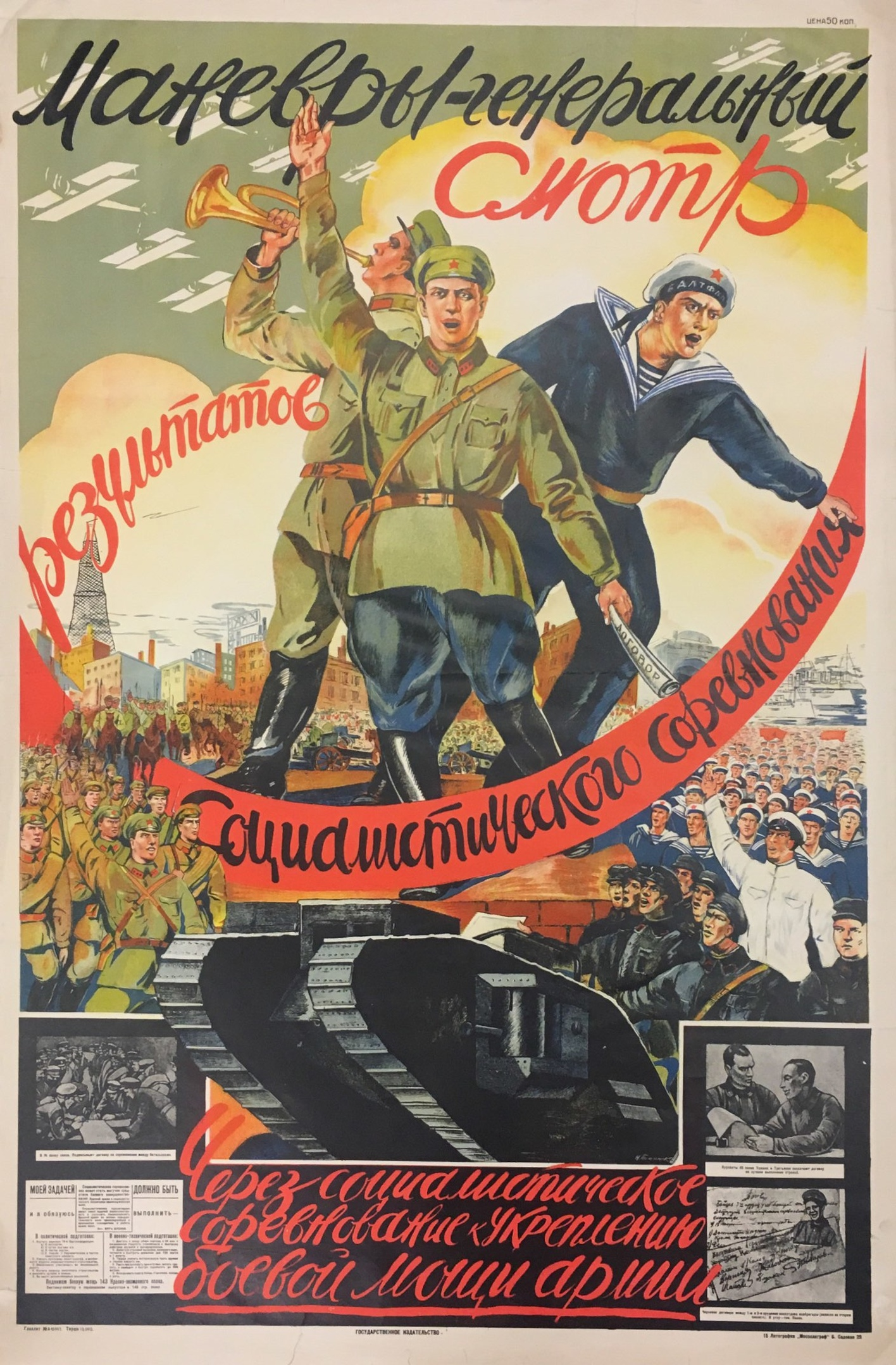
«Манёвры — генеральный смотр результатов социалистического соревнования» (1920-е годы)
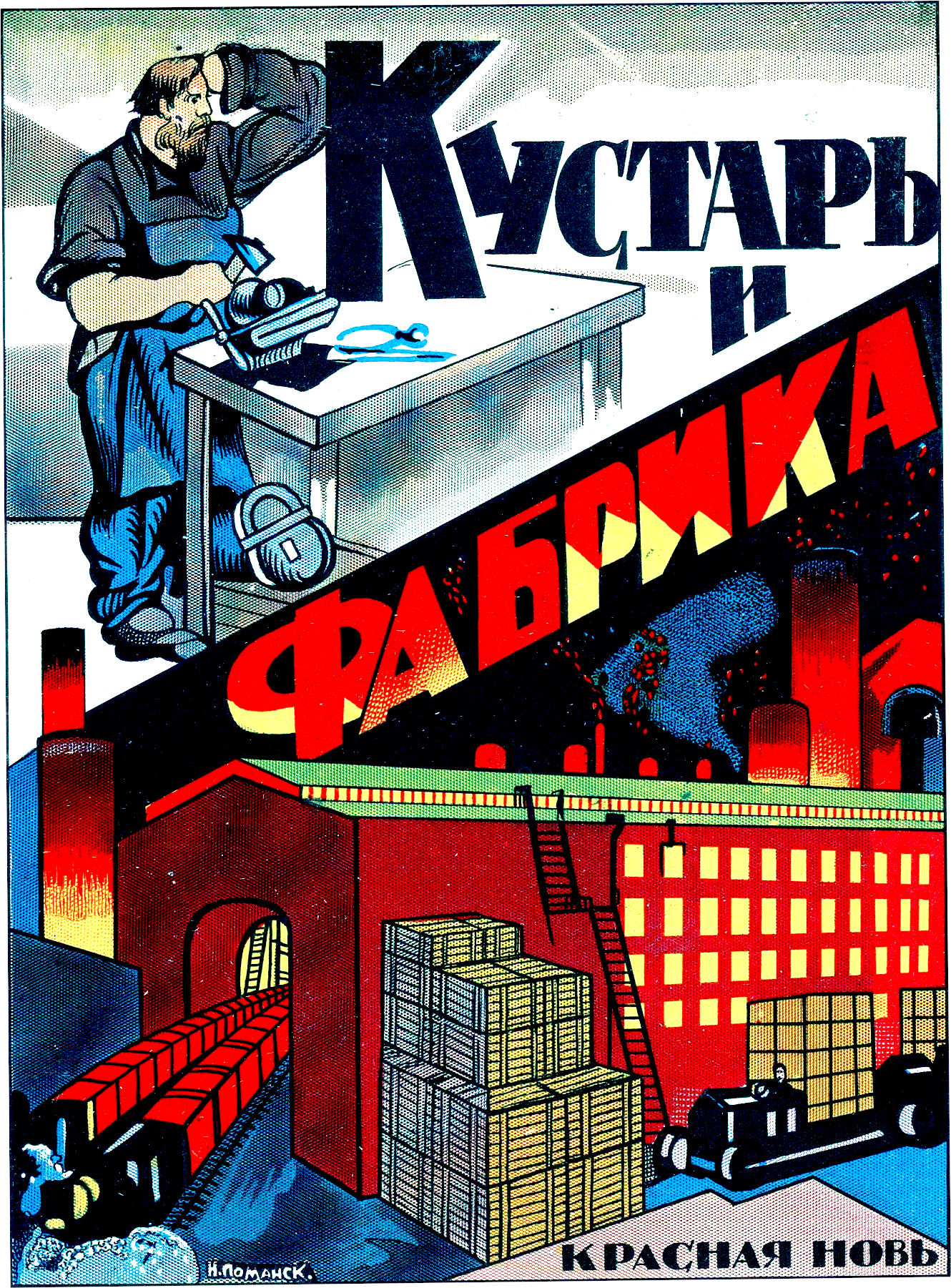
«Кустарь и фабрика», эскиз для журнала «Красная новь» (1920-е годы)
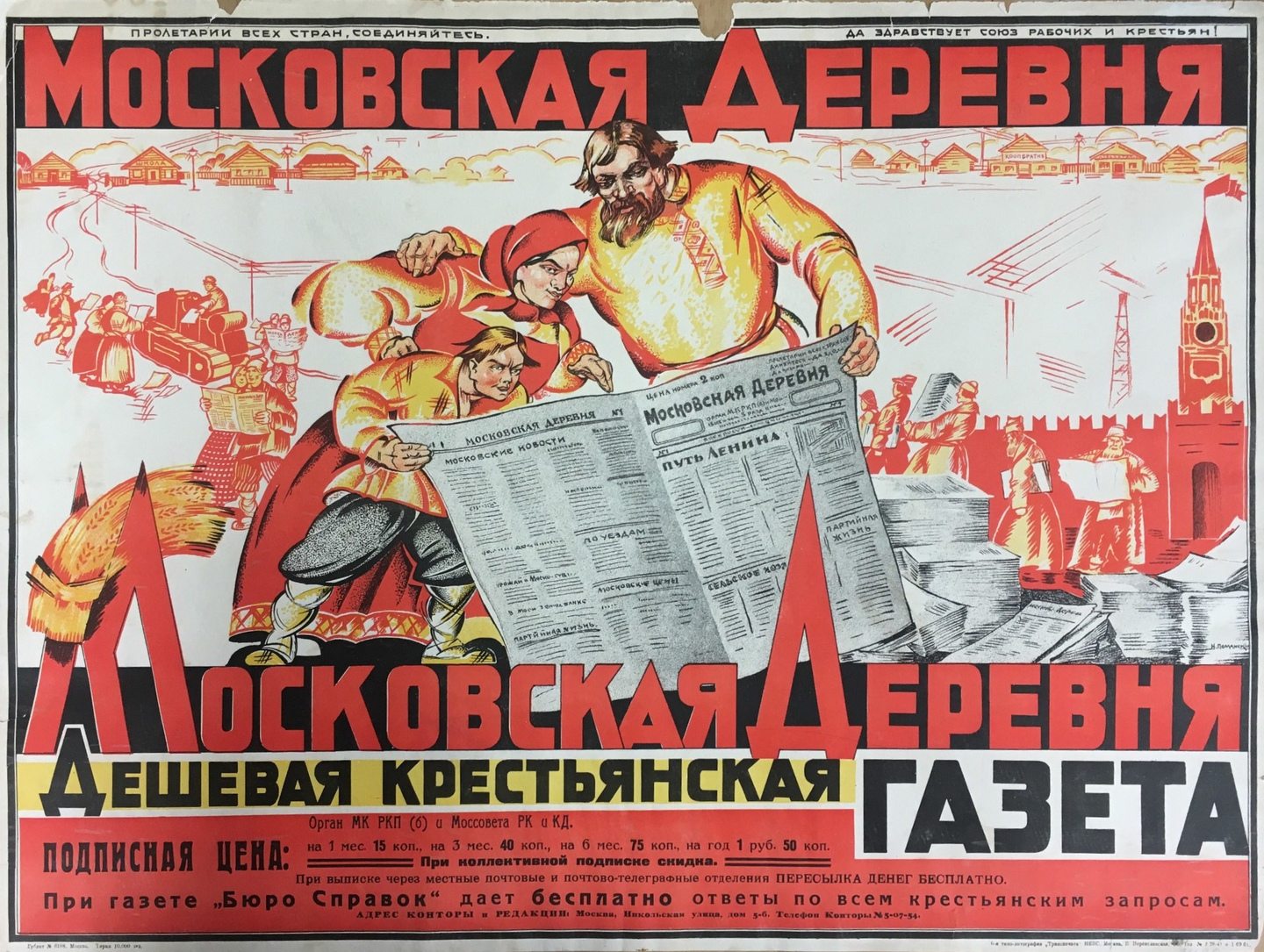
«Московская деревня — дешёвая крестьянская газета», рекламный плакат
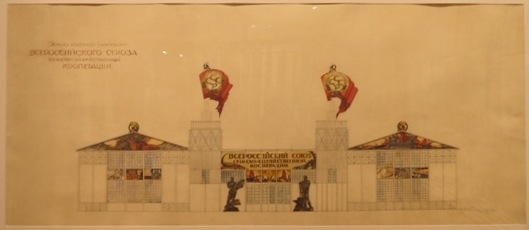
«Павильон сельскохозяйственной кооперации»
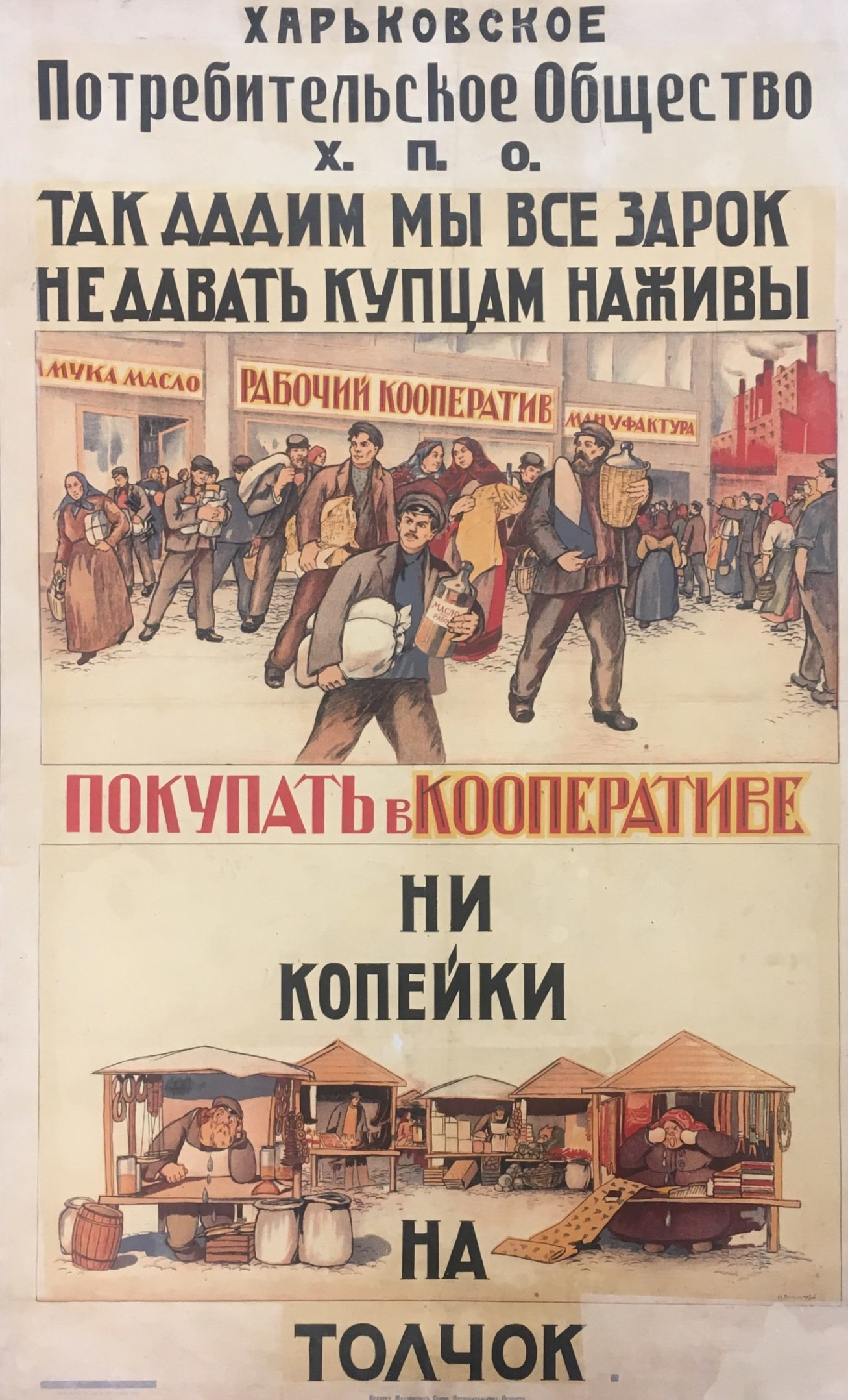
«Так дадим мы все зарок не давать купцам наживы…»